# Biatlon op de Olympische Winterspelen 2006 - Achtervolging vrouwen
De 10 kilometer achtervolging vrouwen tijdens de Olympische Winterspelen 2006 vond plaats op zaterdag 18 februari 2006. 
De 60 beste biatletes van de sprint plaatsten zich voor dit onderdeel. Ze namen het tijdsverschil op dat onderdeel mee als achterstand op de achtervolging.
Vooraf was de Duitse Kati Wilhelm de grootte favoriet, ze stond eerste in de wereldbeker en had al tweemaal goud gewonnen op de vorige spelen. Ze moest echter wel met 18 achterstand beginnen aan de achtervolging nadat ze zevende was geworden op de 7,5 km sprint. De winnares van dit onderdeel, de Française Florence Baverel-Robert mocht als eerste van start.
Door gelijk foutloos te beginnen bij de eerste keer schieten nam Wilhelm echter al meteen een ruime voorsprong die ze niet meer af zou staan. Op de finish had ze uiteindelijk een voorsprong van ruim een minuut op haar landgenote Martina Glagow. Glagow was op de laatste kilometers nog de Russin Albina Achatova voorbij gegaan. Achatova moest uiteindelijk genoegen nemen met haar tweede bronzen medaille. De eerste had ze op de sprint gewonnen nadat haar landgenoot Olga Pyleva uit de uitslag was verwijderd wegens doping gebruik.
| Titelverdedigster | Olga Pyleva | Rusland |
| ----------------- | ----------- | ------- |

## Uitslag
| Rang   | Naam                    | Land        | Tijd     |
| ------ | ----------------------- | ----------- | -------- |
| Goud   | Kati Wilhelm            | Duitsland   | 36:43.6  |
| Zilver | Martina Glagow          | Duitsland   | + 1:13.6 |
| Brons  | Albina Akhatova         | Rusland     | + 1:21.4 |
| 4      | Svetlana Ishmouratova   | Rusland     | + 1:45.4 |
| 5      | Michela Ponza           | Italië      | + 2:08.1 |
| 6      | Liv Grete Poirée        | Noorwegen   | + 2:19.8 |
| 7      | Olga Nazarova           | Wit-Rusland | + 2:26.1 |
| 8      | Lilija Jefremova        | Oekraïne    | + 2:26.2 |
| 9      | Xianying Liu            | China       | + 2:41.7 |
| 10     | Uschi Disl              | Duitsland   | + 2:47.2 |
| 11     | Katrin Apel             | Duitsland   | + 2:55.3 |
| 12     | Sandrine Bailly         | Frankrijk   | + 2:55.8 |
| 13     | Florence Baverel-Robert | Frankrijk   | + 3:14.0 |
| 14     | Anna Carin Olofsson     | Zweden      | + 3:22.5 |
| 15     | Linda Tjørhom           | Noorwegen   | + 3:36.2 |